# Boinazo

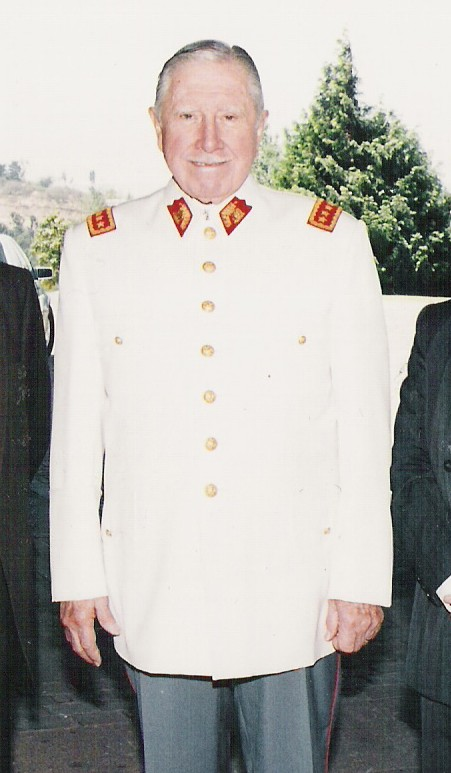
Главнокомандующий Сухопутных войск Вооружённых сил Чили генерал Аугусто Пиночет Угарте в 1995 году.

«El boinazo» — политический инцидент, произошедший 28 мая 1993 года в столице Чили Сантьяго и представлявший собой попытку силового давления на руководство страны со стороны Вооружённых сил под командованием главкома Сухопутных войск генерала Аугусто Пиночета Угарте с целью прекращения расследования дела о коррупционных преступлениях в отношении сына экс-диктатора Аугусто Пиночета Хириарта. В ходе инцидента, генерал Пиночет и офицеры Сухопутных войск прибыли к президентскому дворцу «Ла-Монеда» в сопровождении вооружённых бойцов спецподразделений, что заставило главу государства Патрисио Эйлвина уступить и инициировать прекращение дела.

## Предыстория

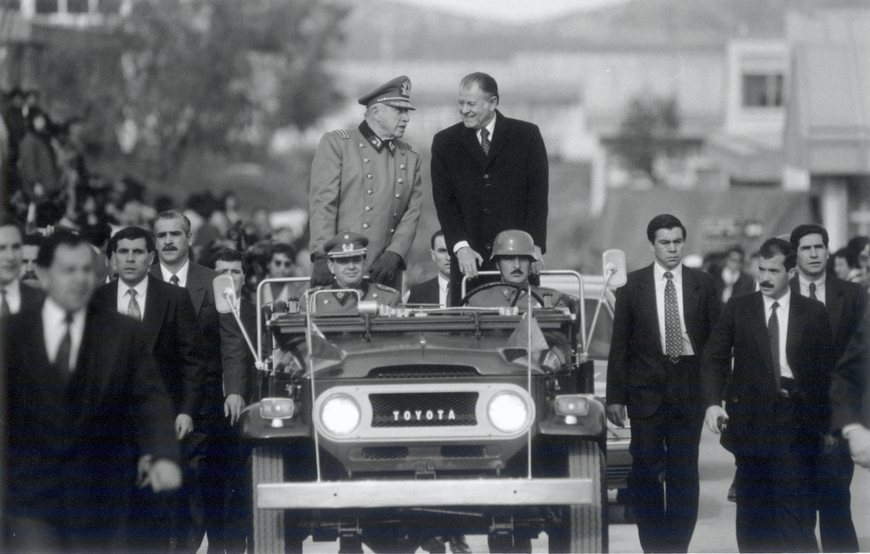
Генерал Аугусто Пиночет (слева) и президент Чили Патрисио Эйлвин (справа)

Дело «Pinocheques» в отношении Аугусто Пиночета-младшего было возбуждено в 1989 году, вскоре после начала процесса перехода Чили к демократическому правлению после периода военной диктатуры генерала Аугусто Пиночета-старшего. Так как Пиночет-старший, согласно авторитарным положениям Конституции 1980 года и данным ему Коалицией партий за демократию гарантиям, сохранял за собой ещё на 8 лет пост Главнокомандующего Сухопутных войск Вооружённых сил и всё ещё имел достаточно весомое политическое влияние, расследование шло в тайне, однако в начале декабря 1990 года информация о нём просочилась в прессу. 
Пиночет немедленно начал использовать имеющийся в его распоряжении силовой аппарат и уже 19 декабря отдал приказ о расквартировании и манёврах войск в столице страны Сантьяго, оказывая тем самым давление на избранного годом ранее президента Патрисио Эйлвина, чтобы этому делу не был дан дальнейший ход. В официальном заявлении для прессы бывший диктатор заявил, что произошедшие события никак не связаны с делом в отношении его сына, а имели место «связные учения». Эйлвин был вынужден уступить и остановить расследование.

## Ход инцидента
В середине мая 1993 года в газете «La Nación» была опубликована статья «Вновь открыто дело о чеках сына Пиночета», которая была воспринята Пиночетом-старшим как попытка возобновить расследование и побудила его действовать более открыто.
28 мая сам Пиночет и группа старших офицеров Сухопутных войск прибыла на совещание в здание командования Вооружённых сил, расположенное в 200 метров от президентского дворца «Ла-Монеда». Вскоре к зданию прибыли грузовики с вооружёнными солдатами спецподразделений, занявшими боевые позиции вокруг него и разместившие пулемёты, направленные в сторону дворца.

## Последствия
Помня о «Танкетасо» и организованном Пиночетом военном перевороте 1973 года, Эйлвин вновь пошёл на уступки и пообещал закрыть дело окончательно, однако до конца своего срока (истекал в 1994 году) так и не сделал этого.
После инаугурации нового президента Эдуардо Фрея Руиса-Тагле, Пиночет предпринял ещё одну провокацию — одетые в штатское офицеры Сухопутных войск устроили «пикник» у тюрьмы «Пунта-Пеуко», в которой отбывали наказание их коллеги, осуждённые за преступления против человечности, осуществлённые с 1973 по 1989 год в отношении противников военной диктатуры. После этого Фрей Руис-Тагле, сославшись на «государственные причины», приказал Государственному совету обороны закрыть дело, что было исполнено.